# Newton Aycliffe
Newton Aycliffe est une ville du comté de Durham fondée en 1947. Elle est la plus ancienne des villes nouvelles du nord de l'Angleterre. En 2011, sa population était de 25 964 habitants

## Personnalités liées à la ville
- Kate Avery (1991-), athlète britannique, spécialiste des courses de fond, y est née ;
- Jason Steele (1990-), joueur de football, y est né ;
- Lewis Wing (1995-), joueur de football, y est né.